# Gedenkstätte Museum in der „Runden Ecke“

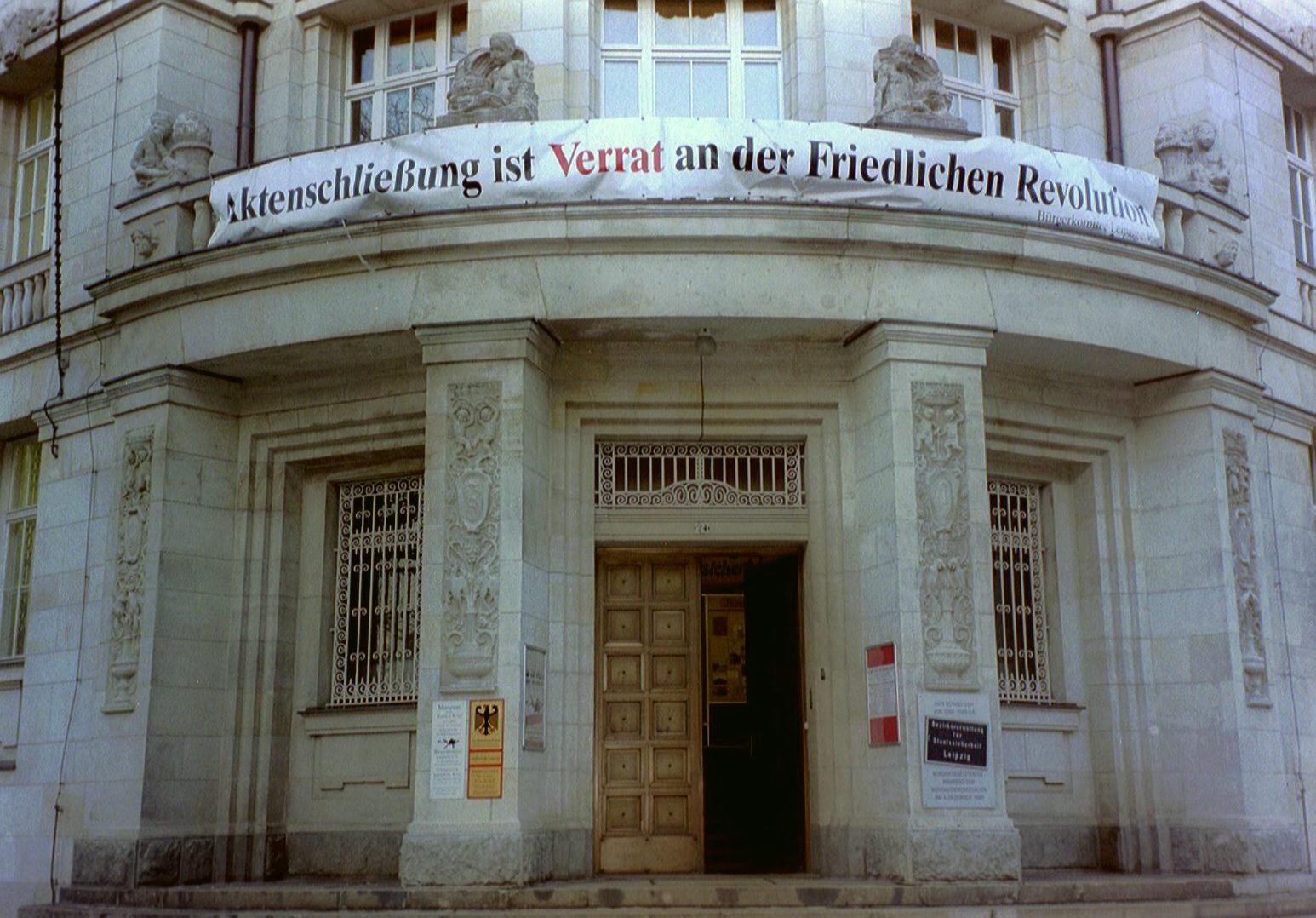
Museum im Jahr 2002

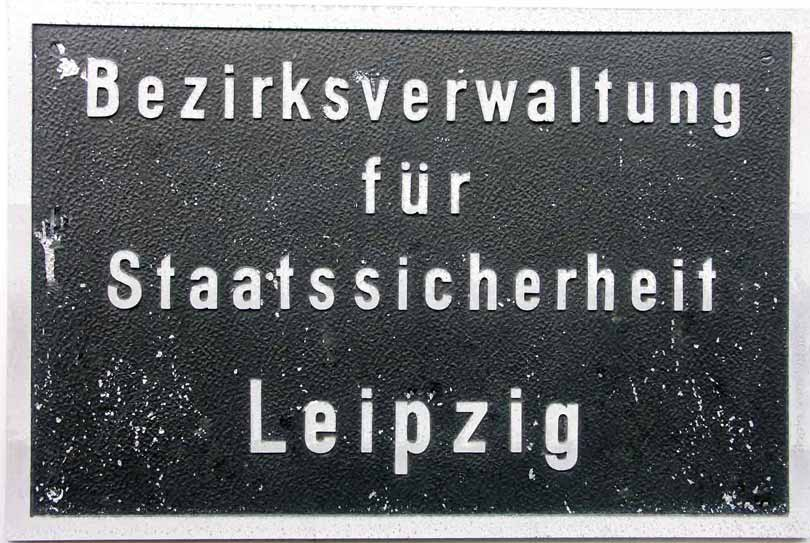
Amtsschild der Bezirksverwaltung Leipzig

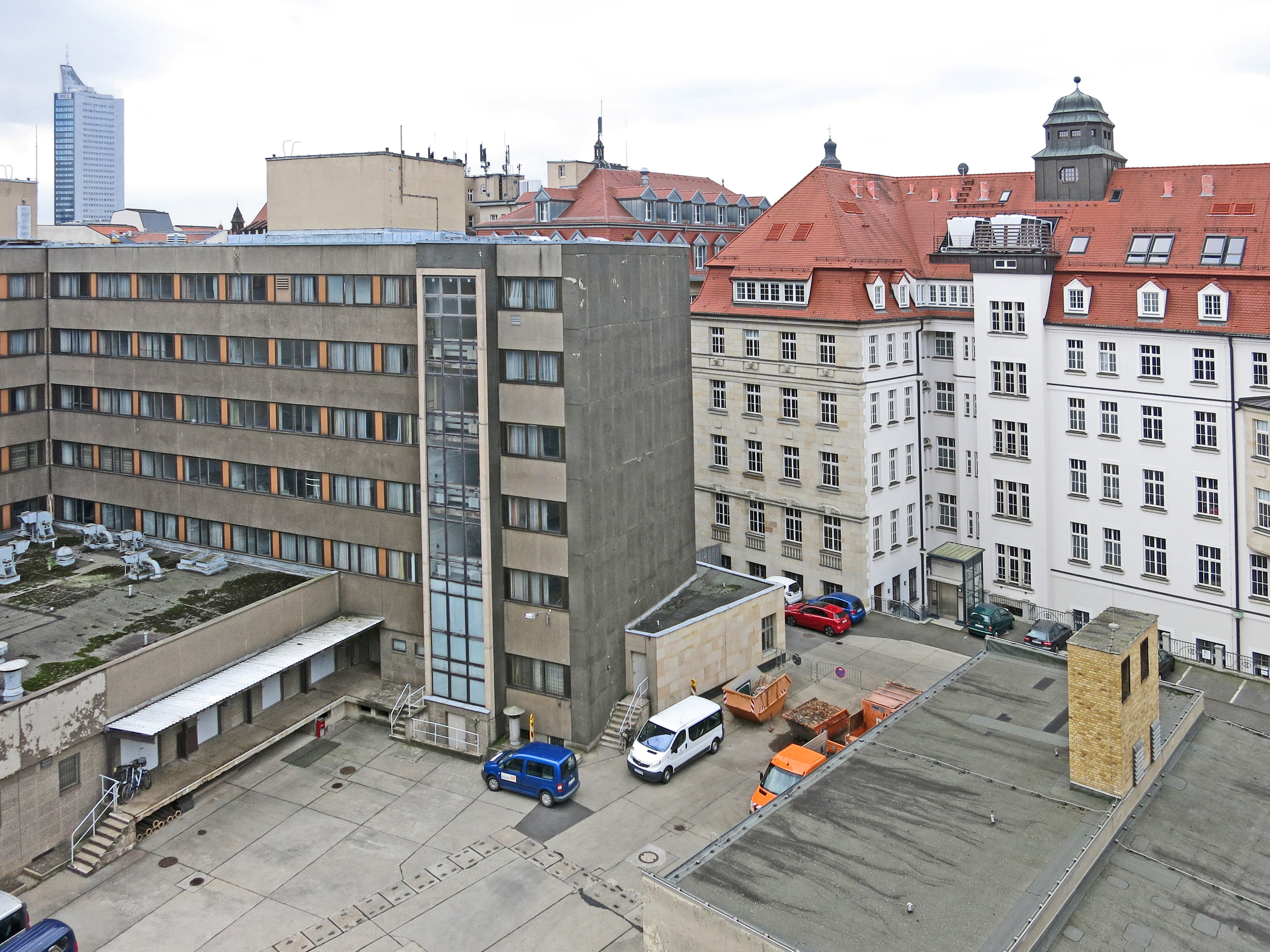
Blick in den Innenhof der „Runden Ecke“ 2016

Die Gedenkstätte Museum in der „Runden Ecke“ ist ein im ehemaligen Sitz der Bezirksverwaltung für Staatssicherheit am Dittrichring in Leipzig beheimatetes Museum über die Geschichte, Struktur und Arbeitsweise des Ministeriums für Staatssicherheit (MfS) in der DDR.

## Geschichte
Das Gebäude wurde von 1911 bis 1913 als Geschäftshaus der Alten Leipziger Feuerversicherung nach Plänen des Architekten Hugo Licht und Karl Poser zusammen mit dem Büro Weidenbach & Tschammer errichtet. Nach Einzug amerikanischer Truppen in die Stadt im Jahr 1945 nutzte die US-Armee das Gebäude für einige Monate, anschließend folgte eine Nutzung durch das Innenministerium der Sowjetunion (NKWD) und des MfS-Vorläufers K5. Von 1950 bis 1989 war hier der Sitz der Bezirksverwaltung für Staatssicherheit (BVfS).
In den 1980er Jahren erfolgte die bauliche Erweiterung (Grundsteinlegung am 25. Januar 1980, Schlüsselübergabe am 19. September 1985) um einen großen Anbau und einen nicht einsehbaren Innenhof. Den Neubau nutzte die BVfS und die Deutsche Volkspolizei. Am Abend des 4. Dezember 1989 besetzten Demonstranten die Einrichtung im Rahmen der Montagsdemonstrationen.

## Heutige Nutzung
Seit August 1990 beherbergt die „Runde Ecke“ die ständige Ausstellung „Stasi – Macht und Banalität“. Träger ist das Bürgerkomitee Leipzig e. V. Das Gebäude wird zudem von dem Bundesbeauftragten für die Unterlagen des Staatssicherheitsdienstes der ehemaligen Deutschen Demokratischen Republik (BStU) als Außenstelle Leipzig genutzt, um die in Leipzig vorhandenen Akten der Staatssicherheit aufzuarbeiten und zu archivieren. Der Bestand beträgt ungefähr zehn laufende Kilometer Akten.
Während der Wave-Gotik-Treffen werden Sonderausstellungen zur Überwachung der Gothic-Kultur in der DDR gezeigt.
2014 hat das Bürgerkomitee Leipzig e. V., mit der Gedenkstätte Museum in der „Runde Ecke“, die Herausgeberschaft der bis dahin in Berlin erschienen Geschichtszeitschrift Horch und Guck übernommen.

Auswahl von Ausstellungsmaterial der Gedenkstätte
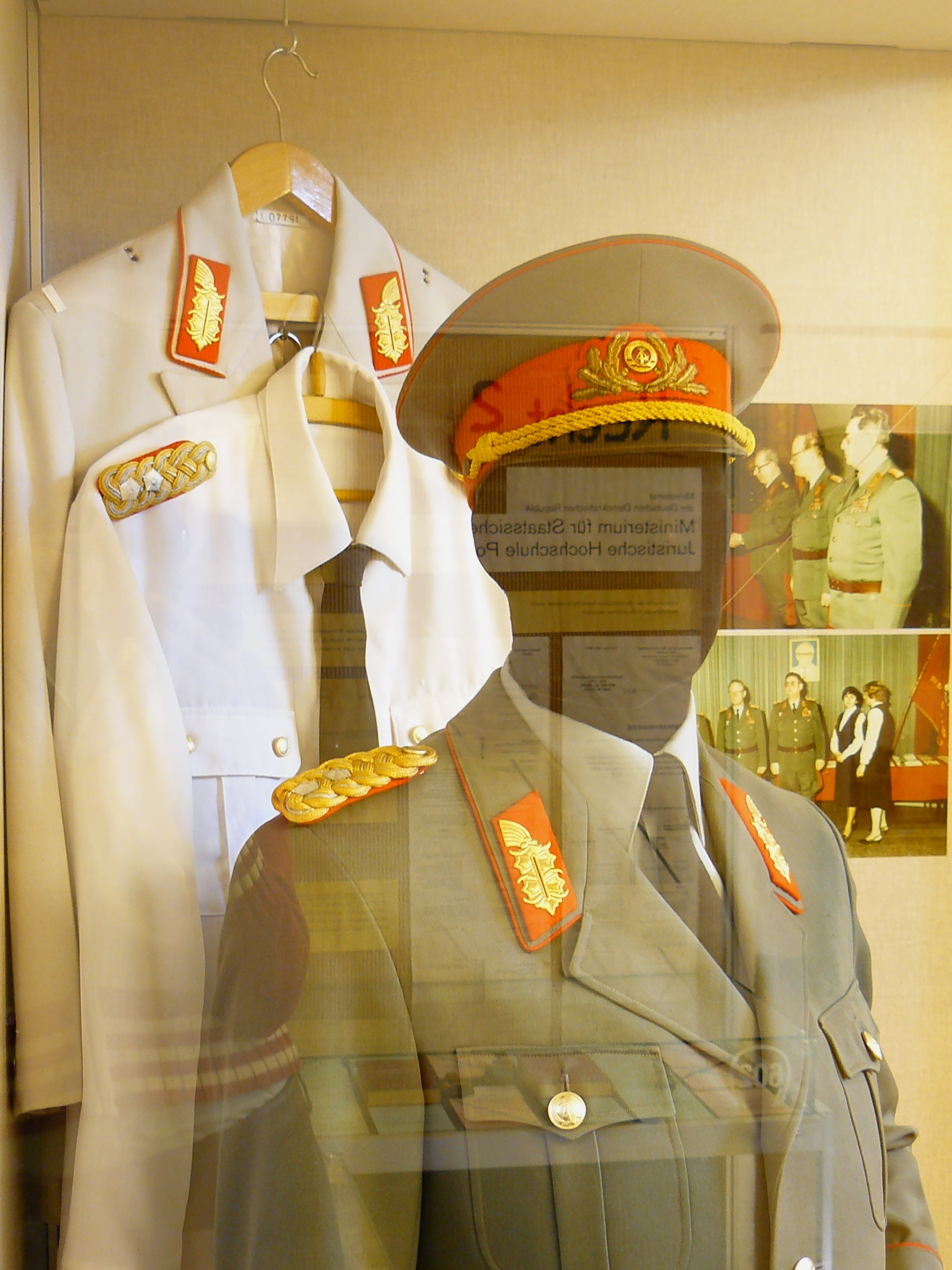
Uniform eines Stasigenerals
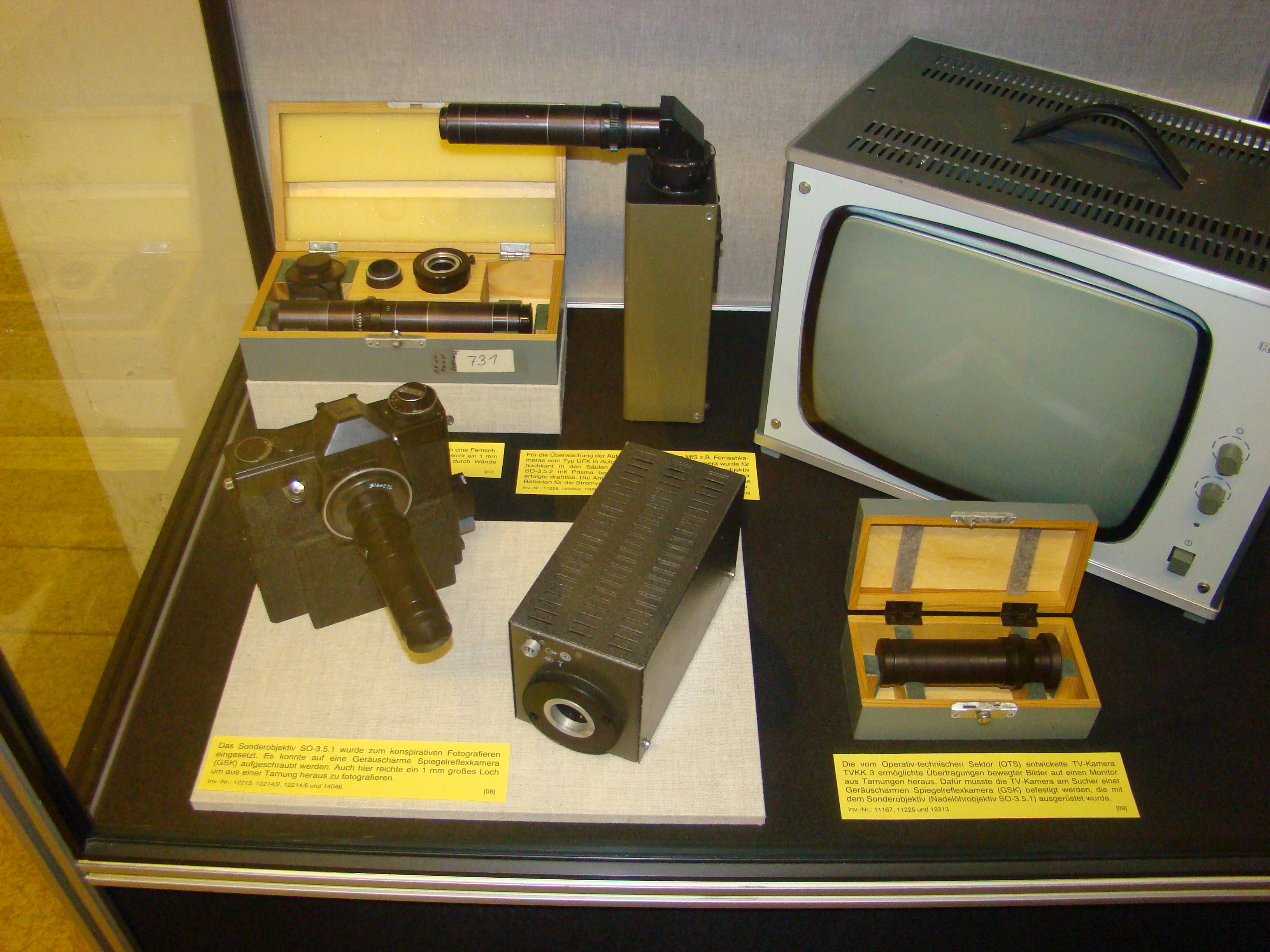
Überwachungskameras der Stasi
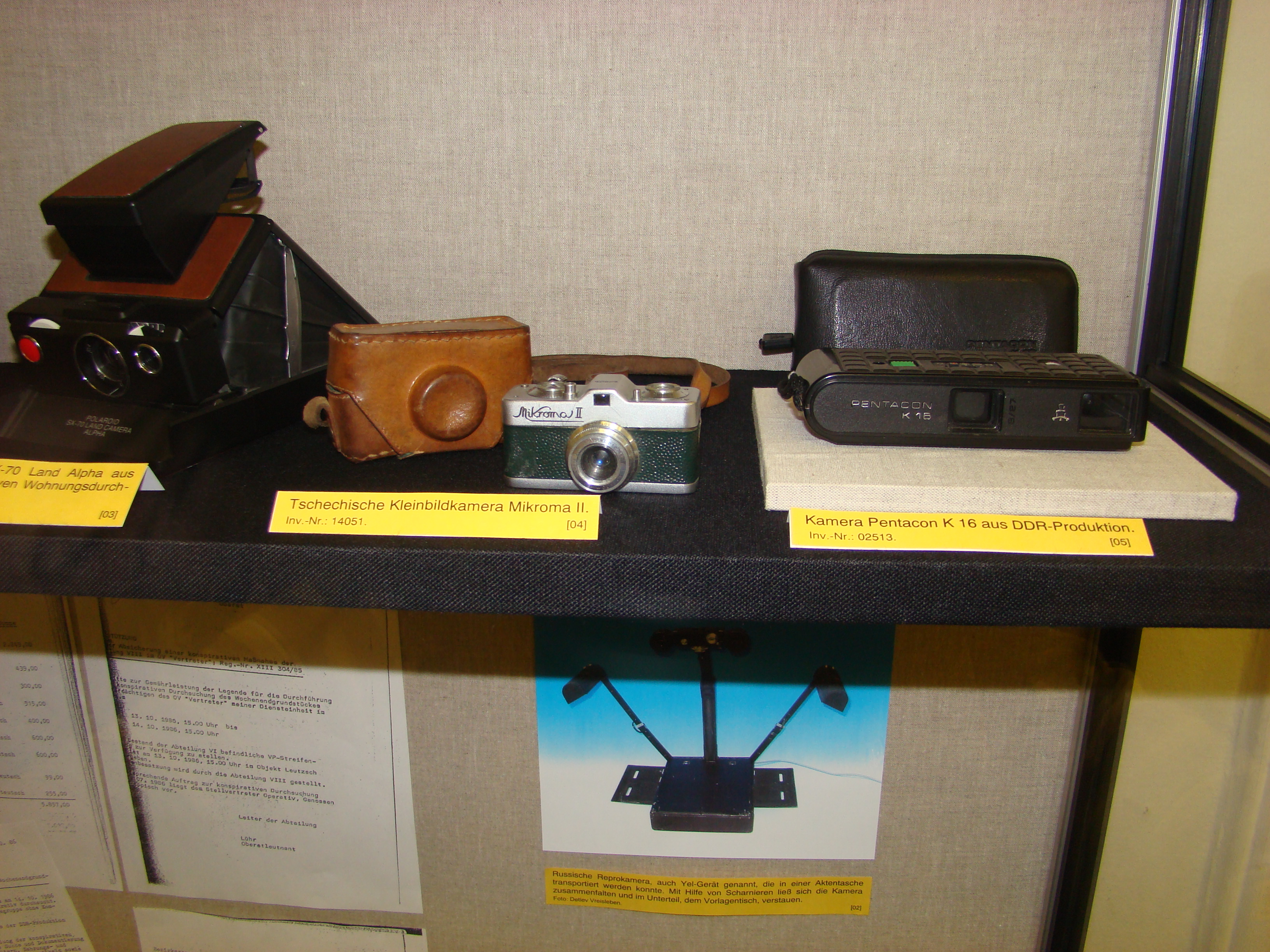
Kameras der Stasi
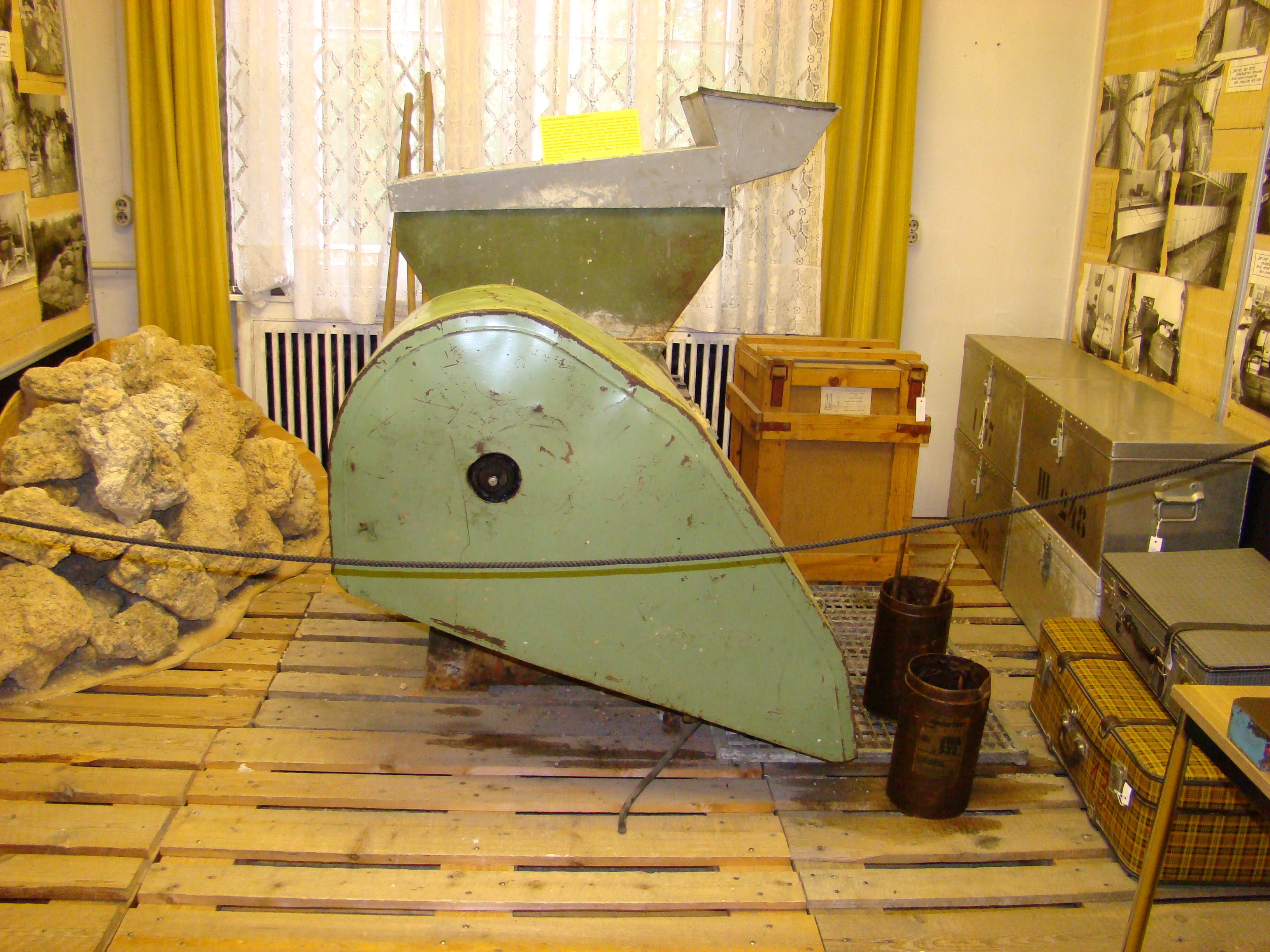
Schredder zur Aktenvernichtung
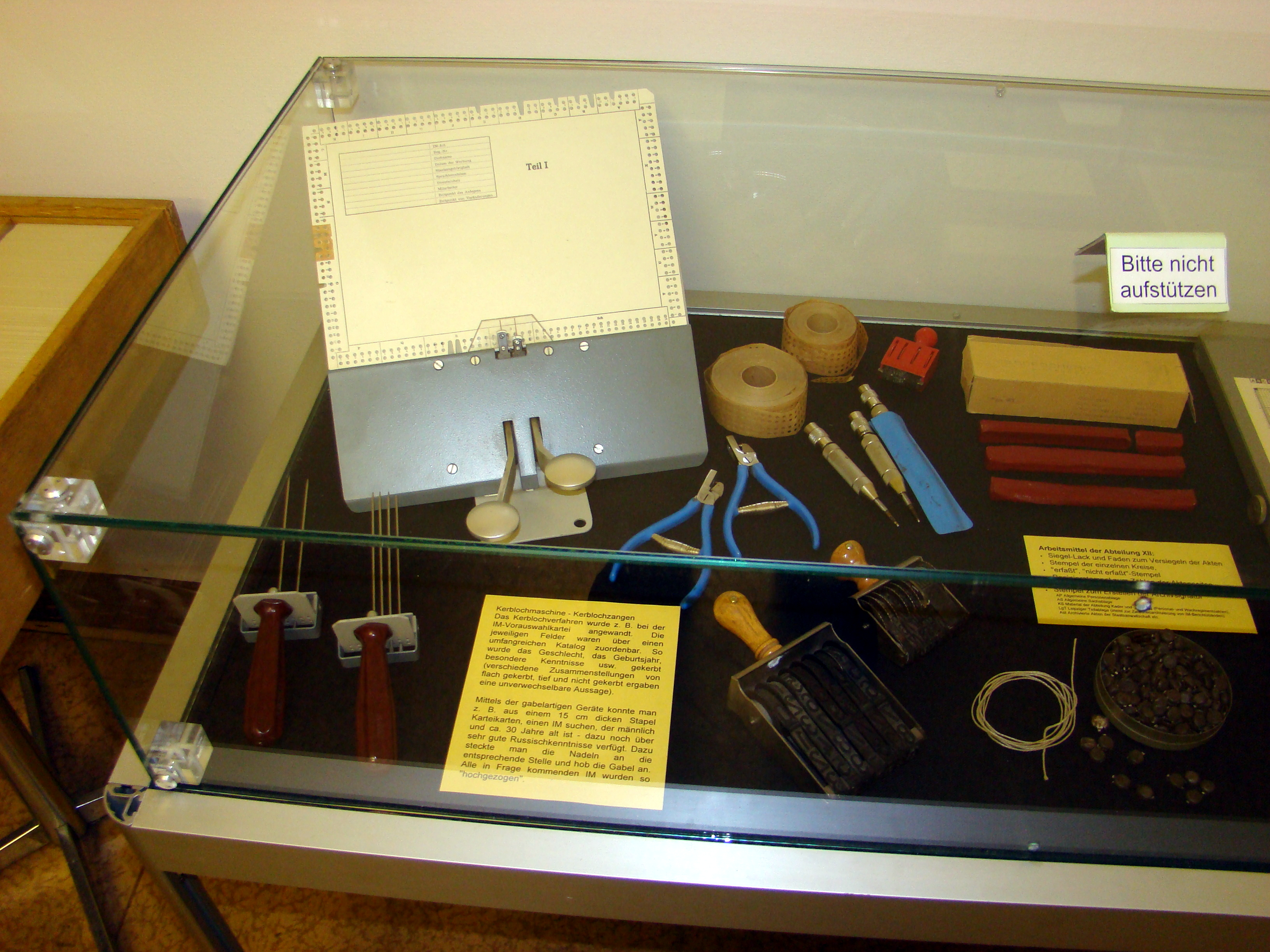
Utensilien für das „Kerblochverfahren“
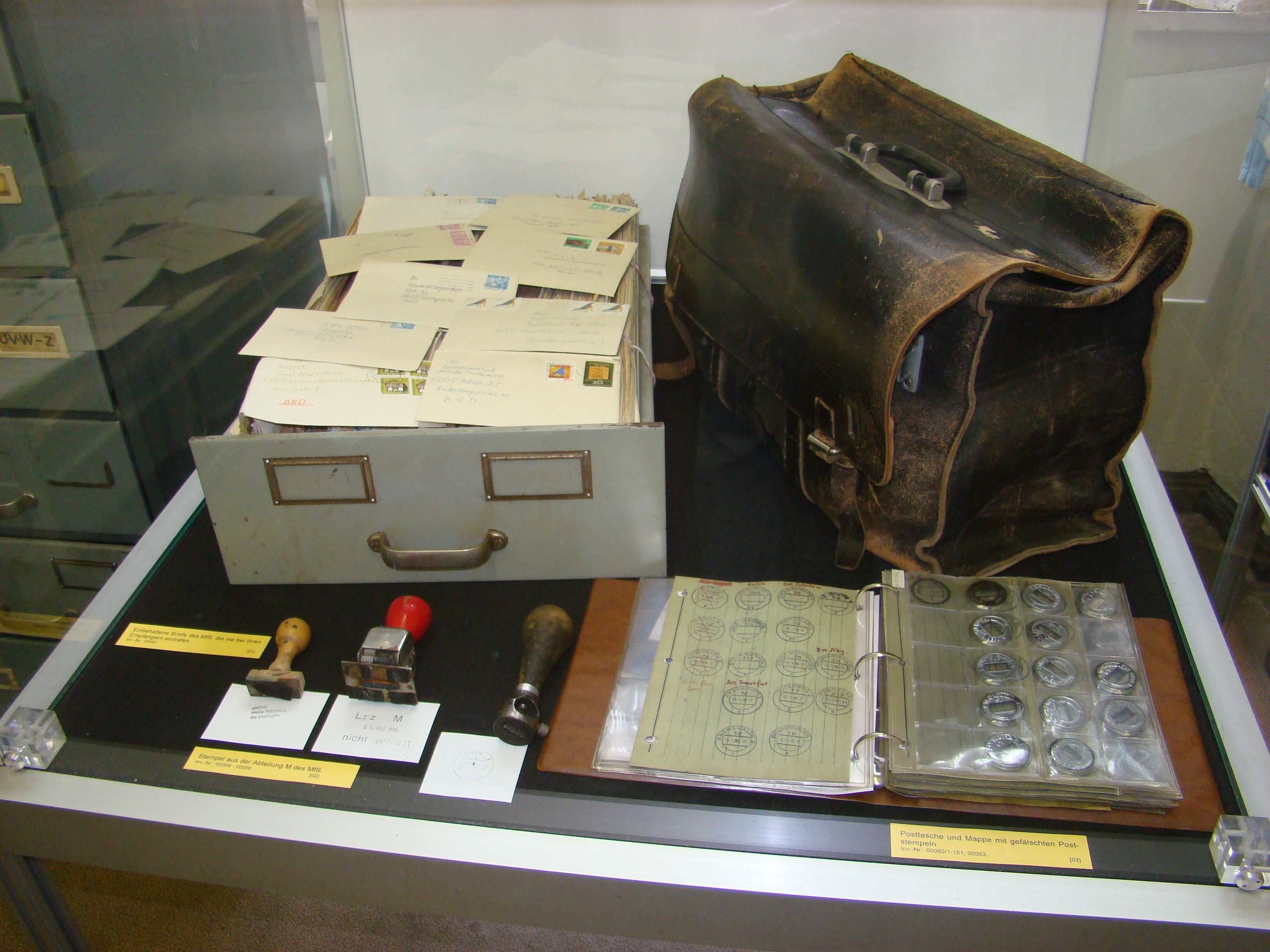
Gefälschte Poststempel und konfiszierte Briefe

## Kritik
Seit einiger Zeit häuft sich Kritik an der Aufmachung der Ausstellung, die seit nahezu 30 Jahren fast unverändert zu sehen ist und modernen gedenkstättenpädagogischen Anforderungen nicht gerecht werde. Aufgrund dessen stellten im Herbst 2019 mehrere ehemalige DDR-Oppositionelle und die Politikerinnen Gesine Oltmanns und Monika Lazar von Bündnis 90/Die Grünen Mitgliedsanträge, um sich im Verein engagieren zu können, jedoch wurden sämtliche Anträge ohne Begründung abgelehnt. Daraufhin wurde in einem offenen Brief Aufklärung gefordert. Auch die Stadt Leipzig sieht die Aufmachung der Ausstellung nach der Erstellung eines Gutachtens als nicht mehr zeitgemäß an und behielt, wegen nicht erfüllter Bedingungen, wie der sachgemäßen Präsentierung und Konservierung der Ausstellungsstücke, Fördermittel ein. Der Verein reichte daraufhin beim Verwaltungsgericht Klage ein.

## Kugel-Panoramen der Außenansicht und des Innenhofes
|  |  |